# Don Goodman
Donald Ralph Goodman (* 9. Mai 1966 in Leeds) ist ein ehemaliger englischer Fußballspieler.

## Karriere
Goodman begann seine Karriere 1984 beim Drittligisten Bradford City. 1985 feierte er mit dem Verein die Drittligameisterschaft und den Aufstieg in die zweiten Liga. 1987 wechselte er zu West Bromwich Albion. Für den Verein bestritt er 158 Zweitligaspiele und schoss dabei 60 Tore. Am Ende der Saison 1990/91 stieg der Verein in die dritten Liga ab. Von 1991 bis 1998 war er bei AFC Sunderland und Wolverhampton Wanderers unter Vertrag. 1998 wechselte er zum japanischen Erstligisten Sanfrecce Hiroshima. 1998 wurde er an FC Barnsley ausgeliehen und 1999 an FC Motherwell. Nach der Ausleihe wurde er von Motherwell 1999 fest unter Vertrag genommen. Danach spielte er bei FC Walsall, Exeter City und Doncaster Rovers. 2003 beendete er seine Karriere als Fußballspieler.